# علم التأويل (فلسفة)

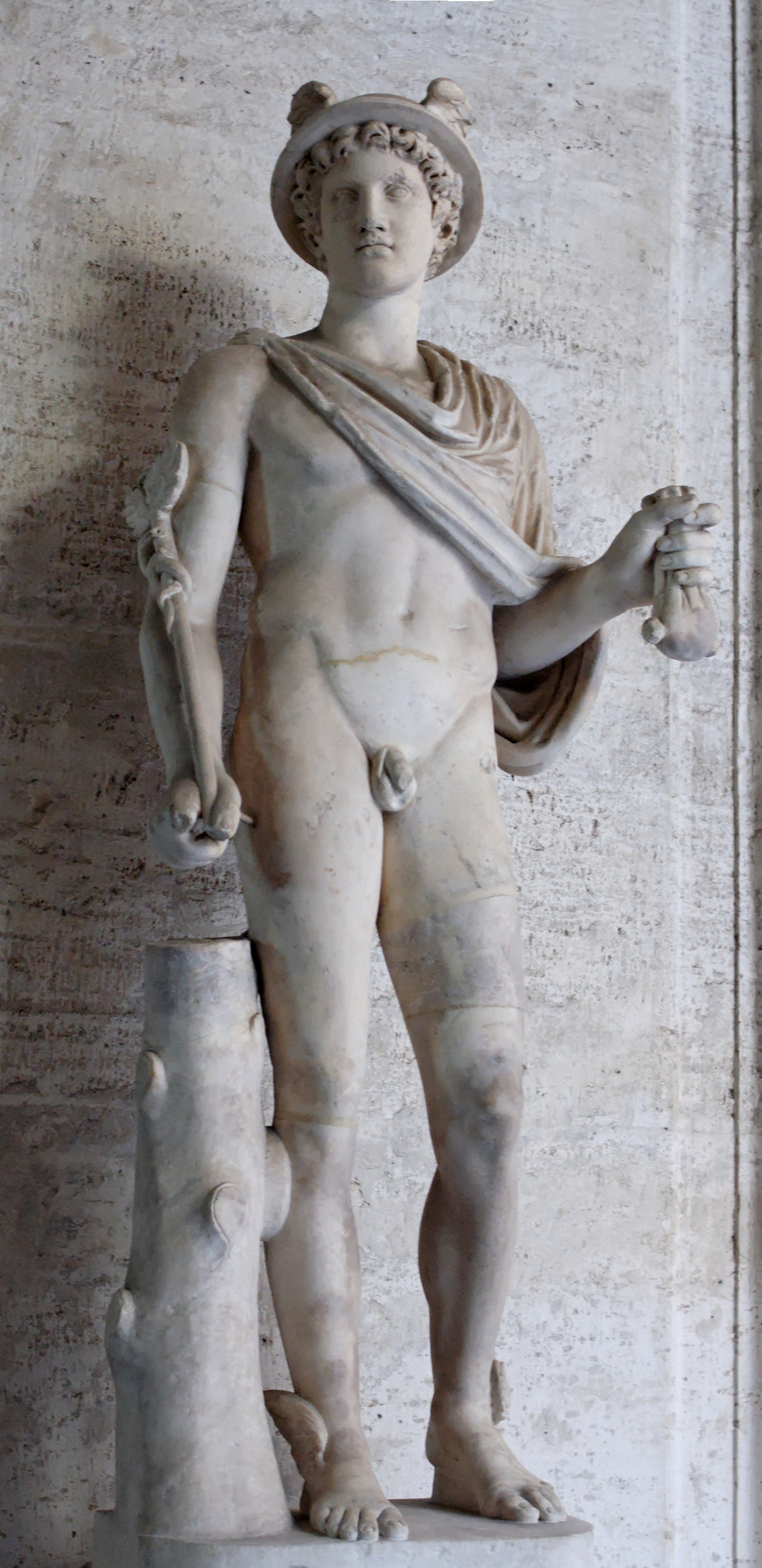

علم التأويل أو علم التخريج أو التفسيرية أو الهرمنيوطيقا هي المدرسة الفلسفية التي تشير لتطور دراسة نظريات تفسير وفن دراسة وفهم النصوص في فقه اللغة واللاهوت والنقد الأدبي. ويستخدم مصطلح هرمنيوطيقا في الدراسات الدينية للدلالة على دراسة وتفسير النصوص الدينية. وفي الفلسفة هي المبدأ المثالي الذي من خلاله تكون فيه الحقائق الاجتماعية (وربما أيضا الحقائق الطبيعية) رموزا أو نصوصا والتي بدورها يجب أن يتم تفسيرها بدلا من وصفها أو إيضاحها بموضوعية.

## أصل ودلالة الكلمة
وتحمل هذه الكلمة الكثير والكثير من التراث الدلالي... حيث تشير كلمة Hermeneutics في علم الفلسفة إلى الفرع الذي يدرس مبادئ التأويل والإدراك. فيما تحمل الكلمة ذاتها اسم نظرية معروفة في الميثودولوجيا -علم المناهج- في أسلوب تأويل النصوص المقدسة وتفسيرها -بالأخص التوراة والانجيل. ويعود أصل مصطلح الهرمنتيكية إلى الفعل اليوناني hermeneueien والذي يعني يفسر، يصرح، يعلن، يوضح وأخيرا يترجم.
وقد تم اشتقاق المصطلح أيضا من اسم الإله اليوناني هيرميز، والذي نسبت له الإغريق أصل اللغة والكتابة واعتبروه راعي الاتصال والتفاهم بين البشر. ومن المؤكد أن هذا المصطلح في الأصل كان يعبر عن فهم وشرح أي حكم غامض أو مبهم من الآلهة كان يحتاج إلى التفسير الصحيح. ويعود اشتقاق مصطلح الهرمنتيكية مباشرة إلى الصفة اليونانية ἑρμηνευτικἡ والذي يعني الفعل يعرف أي التوضيحية أو التفسيرية، وخاصة من الكتاب المقدس، ومعاني كلمات النصوص. وبالتالي فإن تحليل النظرية نفسها أوالعلم قد تحول إلى تفسير وتأويل العلامات وقيمتها الرمزية.
ومصطلح الهرمينوطيقا مشتقّ من " Hermé"وتعني القول والتعبير والتأويل والتفسير، وكلّها دلالات متقاربة، من حيث الاتّجاه نحو الإيضاح والكشف و البيان.
أمّا في علم اللاهوت فيعرف بكونه فنّ تأويل وترجمة الكتاب المقدّس، فالتأويل هو "العلم الديني بالأصالة والذي يكوّن لبّ فلسفة الدين ويقوم عادة بمهمتين متمايزتين تماما:
- البحث عن الصحة التاريخية للنص المقدس عن طريق النقد التاريخي
- فهم معنى النص عن طريق المبادئ اللغويّة.[5]"

وهناك معنى آخر يقترب من مصطلح Herméneuein بمعنى التعبير هو معنى«الترجمة»، أي ترجمة لغة إلى لغة أخرى.

## تطوّر المصطلح
يكون مصطلح الهرمينوطيقا منذ البدء ملتصقا بالتجربة اللغويّة بما هي علامة دالة على وجود الإنسان في الوجود. ويتّقد استشكالها أثناء التواصل حيث العلاقة متوتّرة بين الباثّ والمتلقّي (أو القارئ )، حيث أنّ الرسالة الواقعة بينهما ينحجب فيها المطلوب قصد تمكين المتلقّي من فكّ شفرتها أو رموزها ومن ثمّ تقفّي أثر المعنى. مثل هذا التشكيل أهّل الهرمينوطيقا لأجل أن تكون في الحقل اليوناني فنّا، بمعنى فن التأويل أو كشف المتحجّب من المعنى.
وينظر معظم مؤرّخو الهرمينوطيقا المحدثون إلى العمل الذي قدّمه فريديريك شليرماخر (1768-1843)، على أنّه الفعل الذي دفع بالهرمينوطيقا من دائرة الاستخدام اللاهوتي ليكون علما أو فنّا لعمليّة الفهم وشروطها في مستوى تحليلها للنصوص ؛ ومن ثمّ نقل التأويليّة من وضع الاحتكار الوظيفي إلى وضع المشاعية الأداتية، عبر الارتقاء بها إلى درجة علم يؤسّس عمليّة الفهم، وبالتالي عمليّة التفسير.
فالهرمينوطيقا ارتبطت بداية بالشعر والرواية ومن ضوابطها إتقان الحديث عن الآخرين وحسن التقديم والمهارة في تأويل نقاط الاتّفاق بين سائر الشعراء . ومن ثمّ يكون الهرمينوطيقي هو كرجل اختصاص متقن لحقله المباشر له وهو ما يختلف به عن الفيلسوف بما هو باحث عن الكلّي، وإن كان هذا التحيّز المعرفي لا يفصله عن الفيلسوف حال الاتّحاد في قيمة الحبّ من حيث كونها قيمة فنيّة كليّة مشتركة . ممّا يجعل الهرمينوطيقي بقواعده ممارسا لفعله البحثي وفق نسق ضابط الاستغراق . لأنّه حينما يكتسب معرفة بفنّ بالكليّة يكون بحثه عن الجيّد والرديء أمرا واحدا بعينه.
إن تاريخ الهرمينوطيقا عريق جدّا في الثقافات الإنسانية. قد تناسلت مناهجه وأساليبه التي كانت تركز على البحث عن المعنى الأصلي إلى البحث عن أثر النص 

## في التقاليد الدينية

### التأويل التلمودي
ملخصات المبادئ التي يمكن من خلالها تفسير التوراة تعود -على الأقل- إلى هيليل الأكبر، على الرغم من أن المبادئ الثلاثة عشر المنصوص عليها في باريتا الحاخام إسماعيل ربما تكون الأكثر شهرة. تراوحت هذه المبادئ من القواعد المنطقية القياسية (على سبيل المثال، حجة من باب أولى المعروفة بالعبرية باسم وجبهاومر – kal v'chomer) إلى قواعد أكثر اتساعًا، مثل القاعدة التي تنص على أنه يمكن تفسير مقطع ما بالإشارة إلى مقطع آخر فيه تظهر نفس الكلمة (جزيرة الشواه). ولم ينسب الحاخامات قوة إقناع متساوية لمختلف المبادئ.
يختلف التأويل اليهودي التقليدي عن الطريقة اليونانية حيث اعتبر الحاخامون أن التناخ (الشريعة اليهودية في الكتاب العبري) خالية من الأخطاء. ويجب فهم أي تناقضات واضحة عن طريق الفحص الدقيق لنص معين في سياق النصوص الأخرى. كانت هناك مستويات مختلفة من التفسير: استخدم البعض للوصول إلى المعنى الواضح للنص، والبعض الآخر شرح القانون الوارد في النص، والبعض الآخر وجد مستويات سرية أو صوفية من الفهم.

### التأويل الفيدي
يتضمن علم التأويل الفيدي تفسير الفيدا، أقدم النصوص المقدسة للهندوسية. كانت الميمامسا هي المدرسة التأويلية الرائدة وكان هدفها الأساسي هو فهم ما تنطوي عليه الدارما (الحياة الصالحة) من خلال دراسة تأويلية مفصلة للفيدا. كما أنهم استمدوا قواعد الطقوس المختلفة التي يجب القيام بها بدقة.
النص التأسيسي هو ميمامسا سوترا جايميني (حوالي القرن الثالث إلى القرن الأول قبل الميلاد) مع تعليق رئيسي لشابارا (حوالي القرن الخامس أو السادس الميلادي). لخصت ميمامسا سوترا القواعد الأساسية للتفسير الفيدي.

### التأويل البوذي
يتعامل علم التأويل البوذي مع تفسير الأدبيات البوذية الواسعة، وخاصة تلك النصوص التي يقال إن بوذا (بودهافاكانا) وغيره من الكائنات المستنيرة يتحدث بها. يرتبط التأويل البوذي ارتباطًا وثيقًا بالممارسة الروحية البوذية وهدفه النهائي هو استخلاص وسائل ماهرة للوصول إلى التنوير الروحي أو النيرفانا. السؤال المركزي في علم التأويل البوذي هو ما هي التعاليم البوذية الواضحة، والتي تمثل الحقيقة المطلقة، وما هي التعاليم التقليدية أو النسبية فقط.

### التأويل الكتابي
علم التأويل الكتابي هو دراسة مبادئ تفسير الكتاب المقدس. في حين أن التأويل الكتابي اليهودي والمسيحي لديهم بعض التداخل، إلا أن لديهم تقاليد تفسيرية مختلفة بشكل واضح.
كان للتقاليد البابوية المبكرة لتفسير الكتاب المقدس القليل من الخصائص الموحدة في البداية ولكنها كانت تميل نحو التوحيد في المدارس اللاحقة لعلم التأويل الكتابي.
يقدم أوغسطين التأويل والوعظات في كتابه عن العقيدة المسيحية. ويشدد على أهمية التواضع في دراسة الكتاب المقدس. كما أنه يعتبر وصية المحبة المزدوجة في متى 22 بمثابة قلب الإيمان المسيحي. تلعب العلامات دورًا مهمًا في علم التأويل عند أوغسطين. يستطيع الله أن يتواصل مع المؤمن من خلال آيات الكتاب المقدس. وهكذا، فإن التواضع والمحبة ومعرفة العلامات هي افتراضات تفسيرية أساسية لتفسير سليم للكتاب المقدس. على الرغم من أن أوغسطين يؤيد بعض تعاليم الأفلاطونية في عصره، لكنه يعيد صياغتها وفقًا لمذهب الكتاب المقدس اللاهوتي. وبالمثل، في المجال العملي، قام بتعديل النظرية الكلاسيكية للخطابة بطريقة مسيحية. وهو يؤكد على معنى الدراسة الجادة للكتاب المقدس والصلاة على أنها أكثر من مجرد المعرفة البشرية والمهارات الخطابية. كملاحظة ختامية، يشجع أوغسطينوس مفسر وواعظ الكتاب المقدس على البحث عن أسلوب حياة جيد، والأهم من ذلك كله، أن يحب الله والقريب.
هناك تقليديًا معنى رباعي للتأويل الكتابي: الحرفي، والأخلاقي، والاستعاري (الروحي)، والتأويل.

#### حرفي
تذكر دائرة المعارف البريطانية أن التحليل (التأويل) الحرفي يعني أنه «يجب فك رموز النص الكتابي وفقًا ‹للمعنى الواضح› الذي يعبر عنه ببنائه اللغوي وسياقه التاريخي». ويعتقد أن نية المؤلفين تتوافق مع المعنى الحرفي. غالبًا ما يرتبط التأويل الحرفي بالوحي اللفظي للكتاب المقدس.

#### أخلاقي
يبحث التأويل الأخلاقي عن الدروس الأخلاقية التي يمكن فهمها من كتابات الكتاب المقدس. غالبًا ما توضع الرموز في هذه الفئة.

#### استعاري
ينص التفسير المجازي على أن روايات الكتاب المقدس لها مستوى ثانٍ من المرجعية وهو أكثر من الأشخاص والأحداث والأشياء المذكورة صراحةً. يُعرف أحد أنواع التفسير المجازي بالتفسير النموذجي، حيث ينظر إلى الشخصيات والأحداث والمؤسسات الرئيسية في العهد القديم على أنها أنواع (أنماط). في العهد الجديد، يمكن أن يشمل هذا أيضًا الإشارة إلى الأشخاص والأشياء والأحداث. ووفقًا لهذه النظرية، يمكن فهم قراءات مثل سفينة نوح باستخدام السفينة باعتبارها نموذجًا للكنيسة المسيحية التي صممها الله منذ البداية.

#### الأناغوجي
يعرف هذا النوع من التفسير في كثير من الأحيان بالتفسير الصوفي. إنه يدعي أنه يشرح أحداث الكتاب المقدس وكيفية ارتباطها أو التنبؤ بما يخبئه المستقبل. ويتجلى ذلك في الكابالا اليهودية التي تحاول الكشف عن الأهمية الصوفية للقيم العددية للكلمات والحروف العبرية.
في اليهودية، يظهر التفسير الأناغوجي أيضًا في زوهار في العصور الوسطى. في المسيحية يمكن رؤيته في المريمية.